# Wushi'er Bingfang

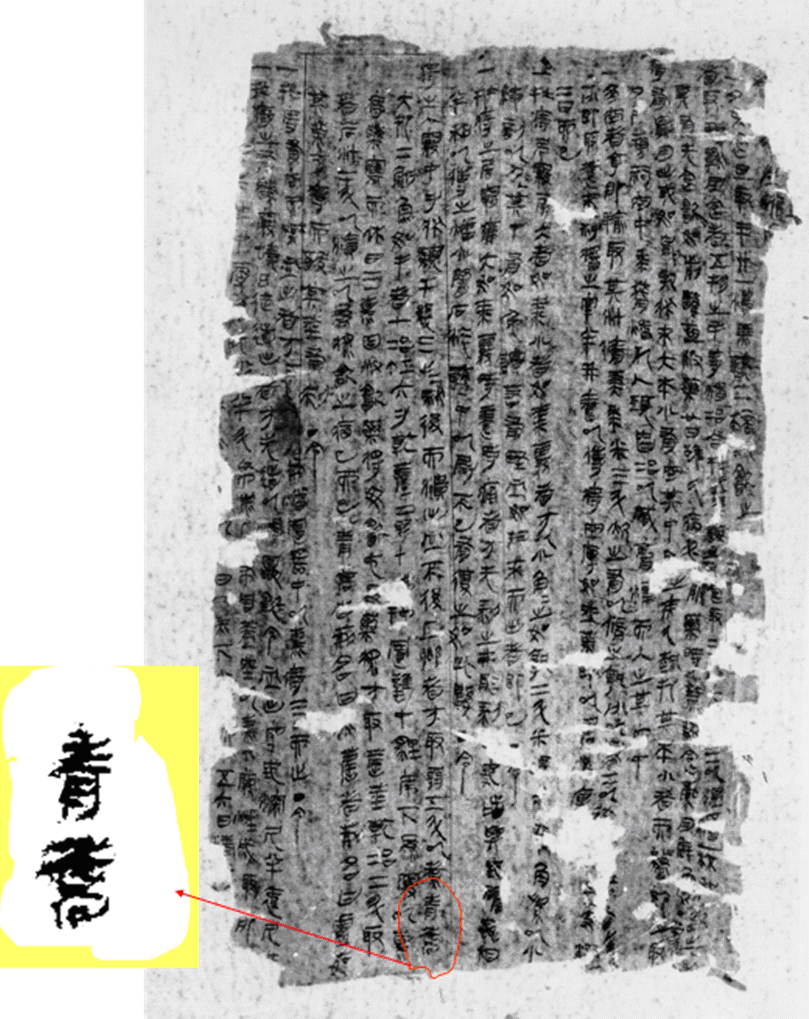
Ricette per cinquantadue alimenti contiene la prima menzione conosciuta, nella storia, di qinghao 青蒿, o Artemisia annua,. Vi appare come rimedio contro le emorroidi femminili, mentre in testi medici successivi viene raccomandata per il trattamento della febbre intermittente. Negli anni 1970 l'artemisinina venne isolata dall'artemisia annua e fu scoperto che aveva delle proprietà antimalariche.

Wushi'er Bingfang (lingua cinese 五十二病方), o Ricettario di formule per cinquantadue malattie, è un testo medico dell'antica Cina scoperto nel 1973 a Mawangdui in una tomba che era stata sigillata nel 168 a.C. sotto la dinastia Han. Il testo era copiato in scrittura seal su fogli di seta intorno al 215 a.C. sotto la dinastia Qin, ma potrebbe essere molto anteriore. I moderni editori gli hanno scelto quel titolo perché il testo inizia con una lista di cinquantadue disturbi per i quali sono fornite le ricette. Il formulario presenta più di 250 esorcismi e le cure a base di farmaci per disturbi quali verruche, emorroidi, ernia inguinale e morsi di serpente. Fra gli altri trattamenti medici, il testo tratta di incisione drenaggio e cauterizzazione, ma non fa menzione di agopuntura e di moxibustione.
Con circa 9 950 caratteri, Wushi'er Bingfang è il più lungo testo medico trovato nelle antiche tombe cinesi. Assieme agli altri manoscritti trovati (da Zhangjiashan e Wuwei, fra gli altri), ha messo in luce lo sviluppo precoce della medicina cinese. Esso illustra, per esempio, che le pratiche magiche e gli incantesimi erano un metodo terapeutico comune nella società cinese del tempo. Poiché mostra lo sviluppo della teoria dei canali di energia ad uno stadio primitivo ma non menziona la dottrina dello Yinyang e delle cinque fasi, ha indotto gli storici a datare il più sofisticato Huangdi Neijing (Canone di medicina interna dell'imperatore giallo) al I secolo a.C.
Il manoscritto originale del Wushi'er Bingfang si trova nell'Hunan Provincial Museum di Changsha.